# Championnat d'Union soviétique de football 1955
Navigation
Saison 1954 Saison 1956
La saison 1955 de Klass A est la 17e édition du championnat de première division en Union soviétique. Douze clubs sont regroupés au sein d'une poule unique où ils se rencontrent deux fois dans la saison, à domicile et à l'extérieur. En fin de saison, les 2 derniers du classement sont relégués et les 2 meilleurs clubs de deuxième division sont promus.
C'est le club du Dynamo Moscou, tenant du titre, qui remporte à nouveau le championnat après avoir terminé en tête du classement final avec un seul point d'avance sur le Spartak Moscou et 3 sur le FK CSKA Moscou. Il s'agit du 7e titre de champion d'Union soviétique de l'histoire du club, qui manque le doublé en s'inclinant en finale de la Coupe d'URSS face au CSKA.

## Clubs participants
- Promu de deuxième division

| Club                             | Présent depuis | Classement 1954 | Entraîneur               |
| -------------------------------- | -------------- | --------------- | ------------------------ |
| Dinamo Moscou                    | 1936           | 1er             | Mikhail Yakushin         |
| Spartak Moscou                   | 1936           | 2e              | Nikolaï Gouliaïev        |
| Spartak Minsk                    | 1954           | 3e              | Mikhaïl Bozenenkov (ru)  |
| Troudovyé Rezervy Léningrad (ru) | 1936           | 4e              | Aleksandr Abramov (ru)   |
| Dynamo Kiev                      | 1936           | 5e              | Oleg Ochenkov            |
| CDSA Moscou                      | 1954           | 6e              | Grigori Pinaïtchev (en)  |
| Zénith Léningrad                 | 1938           | 7e              | Nikolaï Lioukchinov (en) |
| Dinamo Tbilissi                  | 1936           | 8e              | Andreï Jordania (ru)     |
| Torpedo Moscou                   | 1938           | 9e              | Nikolaï Morozov          |
| Lokomotiv Moscou                 | 1952           | 10e             | Boris Arkadiev           |
| Krylia Sovetov Kouïbychev        | 1946           | 11e             | Viatcheslav Soloviov     |
| Chakhtior Stalino                | 1955           | 1er (D2)        | Oleksandr Ponomarov      |

## Compétition

### Classement
Le barème de points servant à établir le classement se décompose ainsi :
- Victoire : 2 points
- Match nul : 1 point
- Défaite : 0 point